# Blaž Lukan
Blaž Lukan [bláž lúkan], slovenski pisatelj, pesnik, dramaturg in gledališki kritik, * 22. november 1955, Ptuj, Slovenija.

## Življenje in delo
Blaž Lukan se je rodil 22. novembra 1955 na Ptuju. Študiral je na Akademiji za gledališče, radio, film in televizijo Univerze v Ljubljani in leta 1991 diplomiral. Doktoriral je leta 2006 z disertacijo Dramaturgija in gledališče. 
Dela kot dramaturg v gledališču od leta 1975. Je gledališki kritik, piše spremne besede k dramskim in strokovnim besedilom tako slovenskih kot tujih avtorjev ter razprave s področja dramatike in teorije scenskih umetnosti. 
Med leti 2007 in 2011 ter od 2017 je predstojnik oddelka za dramaturgijo in scenske umetnosti na Akademiji za gledališče, radio, film in televizijo. Od leta 2008 je član uredništva revije Amfiteater, do leta 2010 pa je bil član uredništva revije Maska. 
Za gledališče in film je ustvaril skoraj 70 dramaturgij, bil je umetniški vodja eksperimentalnega gledališča Glej v Ljubljani (1985-1988) in Slovenskega ljudskega gledališča Celje (1989-1993). Sodeloval je pri Borštnikovem srečanju kot selektor festivala (2002, 2003, 2024).

#### Pesniške zbirke
- Pesem in pesmi, 1977 (COBISS)
- Rana v krvi, pesniška in grafična mapa s slikarjem J. Mateličem, 1983
- Bohinjska Bela, 1984 (COBISS)
- Kolumbija/praefatio (vizualna poezija), 1984
- V tihem teku, 1993 (COBISS)
- Tkanja, 2002 (COBISS)
- Neslišnost, 2005 (COBISS)
- Sentence o dihanju, 2010 (COBISS)
- Pričakujem pozornost, 2014
- Teorija ničesar, 2018
- Fantek in punčka (pesmi za otroke), 2021
- Pes v meni, 2021

#### Knjige o gledališču
- Dramaturške replike, 1991 (COBISS)
- Gledališki pojmovnik za mlade, 1996 (COBISS)
- 500 dramskih zgodb (soavtor), 1997 (COBISS)
- Dramaturške figure, 1998 (COBISS)
- Iščemo gledališče, 2000 (COBISS)
- Slovenska dramaturgija: dramaturgija kot gledališka praksa, 2001 (COBISS)
- Tihožitja in grimase: gledališke ekspresije, 2007 (COBISS)
- Svobodne roke: antologija teoretske misli o slovenskem gledališču (1899-1979) (sourednik), 2012
- Performativne pisave: razprave o performansu in gledališču, 2013
- Po vsem sodeč: gledališke kritike 1993-2013, 2015
- Turški lok: razprave o sodobni slovenski drami, 2019
- Generator::za proizvodnjo poljubnega števila dramskih kompleksov. Slovenski eksperimentalni dramski in uprizoritveni teksti iz obdobja modernizma (1966-1986) (urednik), 2021
- Gledališka sinteza: razprave o drami, gledališču in performansu, 2022
- Tretja predstava: eseji o drami, gledališču, plesu in drugih abstrakcijah, 2023

#### Drame
- Večerno rojstvo v lapidariju, po Herodotu (avtor priredbe), OOZSMS na AGRFT, Koper 1977/78
- Drejček in trije marsovčki, po V. Pečjaku (avtor dramatizacije), ZKOS, Ljubljana, 1984; SLG Celje 1980/81
- Boljše življenje, po F. Tomizzi (avtor dramatizacije), Gledališče Loža, Koper 1988/89
- Lažnivi Kljukec ali Čudovite prigode barona Münchhausna, po G. A. Bürgerju (avtor priredbe), SLG Celje 1991/92
- Mrtvi (uprizorjena v SNG Maribor 1999/2000) (COBISS)
- Zverinice iz Rezije, po M. Matičetovu (avtor dramatizacije), Aristej, Maribor, 2005; LG Maribor 2004/05, LG Jože Pengov 2007/08

## Nagrade in priznanja
- Nominacija za Grumovo nagrado leta 2001 za dramo Mrtvi (Drama SNG Maribor, 1999/2000)
- Nominacija za Veronikino nagrado leta 2014 za pesniško zbirko Pričakujem pozornost
- Levstikova nagrada za zbirko pesmi za otroke Fantek in punčka, 2021
- Grün-Filipičevo priznanje za življenjsko delo, 2025